# 三者三葉
《三者三葉》是荒井切利以四格漫畫形式發表的日本漫畫作品。2003年1月，于芳文社漫画杂志《Manga Time Kirara》（第7期）开始连载，至2019年1月號完結。连载时间跨度长达16年，自2011年6月至连载结束，是《Manga Time Kirara》上唯一从《Manga Time Original》增刊時期开始連載的作品。曾经同時連載于《Manga Time Kirara》的姐妹杂志《Manga Time Kirara Carat》（第2期至2007年1月號）。共出版14本漫畫單行本。同名改编電視動畫已於2016年4月至6月播放。

## 作品簡介
本作描寫三名高中女生愉快的日常生活。標題是以日文成語「三者三樣」修改而來。個性南轅北轍的三人卻聚在一起，同時三人姓名中都有「葉」字而得名。

## 登場人物
西川葉子（配音員：和久井優）
前大小姐，父親公司倒閉後陷入貧窮狀態。留著大小姐風的紫色柔順長髮。身材是本作三人主要角色（雙葉、葉山、葉子）中最出色的。暱稱是葉子大人。至今說話仍帶著大小姐語氣，不過個性因為貧窮生活而變的圓滑許多。由於個性高傲强势，到現在還沒在班上交到朋友。知道葉子過去的人，對她能交到朋友這件事都會感到驚愕。不擅長料理，曾經說出「肉只要拿來燒不就好了」這種話，後來像雙葉學了一些技巧而稍微有點進步。對山路毫不寬容。意外的喜歡美乃滋。由於以前是大小姐，不太了解平民與社會的情況，因此雙葉對她說謊也一下子就相信了（現在還是很依賴山路，因此不知道的事情依舊很多）。雖然不習慣平民生活，但還是努力的生活。因為父親是一個光會作夢的人而吃了不少苦頭。
小田切雙葉（配音員：金澤舞）
本作主要登場人物。總是充滿元氣，食量驚人的少女。特徵為茶色短髮。在各式各樣的店裡進行食量挑戰，是許多紀錄的保持人。於第一話轉學到照和葉子就讀的高中，並和同班同學照成為朋友。興趣是吃東西，零用錢幾乎都用來買食物。擅長做料理，尤其擅長家庭料理。害怕幽靈和鬼故事，理由是「沒辦法揍幽靈（沒辦法戰勝幽靈）」。如果是外星人的話，因為有實體所以完全不害怕。除了食量大以外說不定是本作最普通的角色。
葉山照（配音員：今村彩夏 / 吉岡麻耶（閃耀幻想曲））
特徵為辮子和眼鏡的班長。外表看起來十分溫柔婉約，內在卻非常黑暗，常會自然而然的吐出傷人話語。連好友雙葉和葉子都時常把她當作惡魔對待。喜歡動物，夢想是蓋一座葉山動物王國。成績優秀但運動能力欠佳，遇到馬拉松之類的活動很快就會不舒服。生氣起來十分恐怖，不過平常相當溫柔，也因此在別班和別校間十分受歡迎。儘管個性表裏不一而且又說話辛辣，但因為周圍都是怪人，最近幾乎變成吐槽角色。
西山芹奈（配音員：Machico）
雙葉和照的同班同學。想當班長卻被照搶去，加上成績又比不上她而敵視照。一有機會就會諷刺照，但舌戰以及黑心程度都比不上她而總是遭受到更大的反擊。以前養過貓，從照那邊得到一隻小貓。雖然喜歡貓，卻因為照養的貓被登在雜誌上而感到非常忌妒，兩人隔閡又變得更大了。個性意外的純真，對占卜師（葉子的爸爸）的話感到非常開心並且深信不疑。
近藤亞紗子（配音員：铃木爱奈）
西山芹奈的朋友，會安撫對照燃起對抗心的芹奈。有時候會自掘墳墓。
薗部篠（配音員：桃河Rika）
葉子打工的西洋甜點店老闆。以前在西川家當女僕，山路靠著這條線把工作介紹給葉子。個性文靜加上不常說話，看起來不可愛。表面上是很有禮貌的人，實際上卻也是個怪人。外表看起來和雙葉等人差不多，實際上卻已經超過三十五歲。
山路充嗣（配音員：赤羽根健治）
通稱山G。前西川家管家。祖父去世後繼承管家職位，後來因為西川家沒落而被解雇，現在以打工維生。為了成為管家而學習了各種知識，也取得了擔任相關職位的資格。在打工的地方也因為工作表現出色，常被邀請成為正職人員，但卻為了貫徹守護葉子大小姐的使命而都拒絕了。十分尊敬葉子大小姐，凡事以葉子為重。常常為了葉子而強迫她的朋友而惹葉子生氣。感覺到中傷葉子大小姐的話語、行動時會立刻出現，並帶著殺氣向對手投擲刀刃。只要被葉子呼叫、彈大拇指或吹犬笛便會立刻出現，並能夠完全消滅自己的氣息，因此令周圍的人覺得很噁心。常把打工地點剩下的物品或快過期的食物送給葉子。無論在何處都會出現，行為有如跟蹤狂一般。被葉子稱讚是最大的喜悅。在漫畫單行本裏封面有名為「超級管家山路」的附加漫畫（標題惡搞師走冬子的《超級管家孃》）。
葉山光（配音員：西明日香）
照的姐姐。時常在發呆，個性溫吞。身材比看起來還要好（穿衣服後會變瘦的類型）。第一印象看來溫柔婉約，卻會毫無惡意的說出傷人的話，給周圍的人添了很多麻煩。對健康食品感興趣，會把自己認為健康的食物任意加入食物中而產生了許多犧牲者。基本上十分溫柔，但思考方式和一般人不同，常帶來悲慘的結果。喜歡妹妹照，衷心的想守護她。
竹園優（配音員：渡边遥）
葉子的親戚，有錢的小學生。叫葉子姊姊，很黏葉子。從小就認識葉子，宣稱葉子和自己有婚約，不過葉子只當成是小孩子的約定，並沒有放在心上。常給葉子東西或邀請葉子一同出遊，周圍的人卻都會一起跟去，關係一直沒有進展，不過失望時只要被葉子感謝便會馬上打起精神。討厭總是出現在葉子周圍的山路，兩人間進行著有如婆媳般的陰險鬥爭。不擅長應付同班同學櫻。可說是本作中最大的受害者（金錢、身體與精神方面）。
臼田櫻（配音員：夏野菜緒）
雙葉的表妹，優的同學，個性樂觀。號稱金錢可以買到幸福，不斷對優展開猛烈攻勢。起初很害怕照，後來得到黑心建議後反而開始尊敬她。攻勢越來越誇張，讓優變成本作最大的受害者。對優而言有如跟蹤狂一般。
優和櫻在荒井的另一個作品《实音日记》也有登場。
辻一芽（配音員：桑山琴音）
附近的高中「東高」的學生，比雙葉等人年長。特技是特大食量，因為雙葉破了他的紀錄而敵視雙葉。身高比較矮，對此相當在意。誤認為照是「喜歡小動物的溫柔女性」（只是實際上的一部份），還不知道她的本性就喜歡上他。也有在《Happy Trails!》中登場。
辻小芽（配音員：田中知惠美）
一芽的妹妹，葉子的同班同學。外表和哥哥一模一樣。個性單純而容易被騙。因為只有大吃一種特技的哥哥被雙葉打敗而敵視雙葉。相當崇拜葉子，卻以為自己被討厭。會把不好的事全部說成是雙葉的錯。
西川孝清（配音員：外島孝一）
葉子的父親，外表有如三十歲的年輕人。事業失敗後失去聯絡，但還是會定期送錢給葉子。連載經過一段時間後回來和葉子同住。平常在做什麼工作不明，但可以確定的是什麼工作都做。人生經驗豐富而擁有優秀的觀察力，利用這點來當占卜師，卻因為貸款買水晶而製造出更多債務。十分溺愛葉子。
佐久間雛子
葉子的母親，已故。

## 出版書籍
2019年1月為止出版了14本漫畫單行本、1本小說、1本官方Fanbook和1本漫画选集。
漫畫
| 册数 | 芳文社         | 芳文社                 |
| 册数 | 發售日期       | ISBN                   |
| ---- | -------------- | ---------------------- |
| 1    | 2004年6月28日  | ISBN 978-4-8322-7511-9 |
| 2    | 2005年3月28日  | ISBN 978-4-8322-7531-7 |
| 3    | 2005年11月28日 | ISBN 978-4-8322-7552-2 |
| 4    | 2006年8月28日  | ISBN 978-4-8322-7589-8 |
| 5    | 2007年9月27日  | ISBN 978-4-8322-7651-2 |
| 6    | 2008年10月27日 | ISBN 978-4-8322-7742-7 |
| 7    | 2009年8月27日  | ISBN 978-4-8322-7834-9 |
| 8    | 2010年10月27日 | ISBN 978-4-8322-7953-7 |
| 9    | 2012年2月27日  | ISBN 978-4-8322-4114-5 |
| 10   | 2013年5月27日  | ISBN 978-4-8322-4301-9 |
| 11   | 2014年8月27日  | ISBN 978-4-8322-4472-6 |
| 12   | 2016年3月26日  | ISBN 978-4-8322-4676-8 |
| 13   | 2017年7月27日  | ISBN 978-4-8322-4854-0 |
| 14   | 2019年1月25日  | ISBN 978-4-8322-7060-2 |

小說
| 册数 | 芳文社            | 芳文社 | 芳文社   | 芳文社   | 芳文社    | 芳文社                 |
| 册数 | 标题              | 作者   | 原作     | 插画     | 發售日期  | ISBN                   |
| ---- | ----------------- | ------ | -------- | -------- | --------- | ---------------------- |
| 1    | 葉子大人的暑假 (葉子様の夏休み) | 齋藤   | 荒井切利 | 荒井切利 | 2007年6月 | ISBN 978-4-8322-0254-2 |

官方Fanbook
| 册数 | 芳文社 | 芳文社        | 芳文社                 |
| 册数 | 标题   | 發售日期      | ISBN                   |
| ---- | ------ | ------------- | ---------------------- |
| 1    |        | 2016年4月27日 | ISBN 978-4-8322-4693-5 |

漫画选集
| 册数 | 芳文社        | 芳文社                 |
| 册数 | 發售日期      | ISBN                   |
| ---- | ------------- | ---------------------- |
| 1    | 2016年4月27日 | ISBN 978-4-8322-4692-8 |

## 電視動畫
2015年9月，《Manga Time Kirara》同年10月號宣布了本作将被改编成電視動畫的消息，这是继《未確認進行式》之后，又一部改编自荒井切利作品的動畫。2016年4月至6月已在TOKYO MX等獨立局和AT-X播放。人物設定則採用原作最新進度。目前，《三者三葉》是《Manga Time Kirara》系列杂志上，唯一在連載超過10年之后才被改編成動畫的作品。

### 製作人員
- 原作：荒井切利（芳文社《Manga Time Kirara》連載）
- 導演：木村泰大
- 劇本統籌、編劇：子安秀明
- 人物設定：山崎淳
- 美術監督：川口正明（第1話－第4話）、平良亞以子（第5話以後）
- 色彩設計：伊藤裕香
- 攝影監督：伊藤邦彥
- 剪輯：平木大輔
- 音響監督：土屋雅紀（日语：土屋雅紀）
- 音響効果：倉橋裕宗（日语：オトナリウム）
- 音樂：睦月周平
- 音樂製作人：三上政高
- 音樂製作：東寶
- 總製作人：古澤佳寬
- 製作人：吉澤隆、竹内真純、草野真琴、吉川敦史
- 動畫製作人：梅原翔太（日语：梅原翔太）
- 動畫製作：動畫工房
- 製作：三者三葉製作委員會

### 主題曲
片頭曲
作詞、作曲：／編曲：manzo／主唱：（西川叶子〈和久井優〉、小田切双叶〈金澤舞〉、叶山照〈今村彩夏〉）
片尾曲
作詞：前田甘露／作曲：Motokiyo／編曲 - 渡部チェル／主唱：
插入曲
「！」（第12話）
作詞、作曲：百瀨／編曲：吉田穣／主唱：

### 各話列表
| 話數      | 日文標題 | 中文標題                   | 分鏡       | 演出       | 作畫監督                          | 總作畫監督      | 片尾插圖 |
| --------- | -------- | -------------------------- | ---------- | ---------- | --------------------------------- | --------------- | -------- |
| 第1話     |          | 麵包邊而已                 | 木村泰大   | 木村泰大   | 山崎淳、小倉寬之                  | 山崎淳 谷口元浩 |          |
| 第2話     |          | 對身體好的東西普遍味道糟糕 | 谷田部透湖 | 谷田部透湖 | 池田由美                          | 山崎淳 谷口元浩 | 琴慈     |
| 第3話     |          | 有女僕的味道               | 木村泰大   |            | 高橋敦子、宮川知子 久木勇一       | 山崎淳 谷口元浩 | 異識     |
| 第4話     |          | 不如說這是我生存的意義     | 大島緣     | 大島緣     | 大島緣                            | 山崎淳 谷口元浩 | 原悠衣   |
| 第5話     |          | 蒙古斑已經沒有了呢         |            |            | 空賀萌香                          | 山崎淳 谷口元浩 | 黑葉·U   |
| 第6話     |          | 蔬菜肉肉肉肉肉肉魚         | 長屋誠志郎 | 長屋誠志郎 | 北川大輔、松岡秀明 水竹修史       | 曾我篤史        | 川井真琴 |
| 第7話     |          | 差了十塊錢                 | 飯野慎也   | 飯野慎也   | 保村成、小倉寬之                  | 山崎淳 谷口元浩 | Tachi    |
| 第8話     |          | 釣上來好多                 | 若林信     |            | 、渡邊舞 濱口明                   | 山崎淳 谷口元浩 | Kaduho   |
| 第9話     |          | 咖哩放到第二天             | 三澤伸     | 山本貴之   | 服部益美、山田英子                | 山崎淳 谷口元浩 | 半澤香織 |
| 第10話    |          | 雞肉和蛋糕吃個痛快的日子   | 飯野慎也   | 飯野慎也   | 大島緣、空賀萌香 保村成           | 山崎淳 谷口元浩 | 酷教信徒 |
| 第11話    |          | 巧克力吃個痛快的日子       | 神保昌登   | 高田昌丰   | 八尋裕子、福田瑞穗                | 山崎淳 谷口元浩 | 黑田bb   |
| 第12話    |          | 麵包邊再也不吃了           | 木村泰大   | 木村泰大   | 山崎淳、谷口元浩 濱口明、小倉寬之 | 山崎淳 谷口元浩 | 荒井切利 |
| OVA未放送 |          |                            |            |            |                                   |                 |          |
| 第1話     |          | 蘑菇对身体有好处           | 鈴木恭兵   | 鈴木恭兵   | 橫松雄馬、合田真佐美 桝井一平     | 曾我篤史        | －       |
| 第2話     |          | 高级和牛的试吃会           | 鈴木恭兵   | 鈴木恭兵   | 竹內由香利                        | 曾我篤史        | －       |
| 第3話     |          | 能干的女人很会目测         | 鈴木恭兵   | 鈴木恭兵   | 橫松雄馬、桝井一平                | 曾我篤史        | －       |

### 播放電視台
日本深夜動畫：下文記載的日本国内播放時間使用日本標準時間（UTC+9）表示。因為部分時間标识會採用30小时制，因此請留意这类超过24:00的时间，其實際播放時間為翌日清晨。
| 播放地區 | 播放電視台 | 播放日期               | 播放時間                  | 所屬聯播網 | 備註                      |
| -------- | ---------- | ---------------------- | ------------------------- | ---------- | ------------------------- |
| 東京都   | TOKYO MX   | 2016年4月10日－6月26日 | 星期日 24時00分－24時30分 | 獨立局     |                           |
| 日本全國 | AT-X       | 2016年4月10日－6月26日 | 星期日 24時00分－24時30分 | 衛星電視   | 製作委員會方式參與 有重播 |
| 日本全國 | BS11       | 2016年4月10日－6月26日 | 星期日 24時30分－25時00分 | 衛星電視   | 『ANIME+』時段            |
| 兵庫縣   | SUN電視台  | 2016年4月11日－6月27日 | 星期一 25時00分－25時30分 | 獨立局     |                           |
| 京都府   | KBS京都    | 2016年4月11日－6月27日 | 星期一 25時00分－25時30分 | 獨立局     |                           |

### BD／DVD
| 卷數 | 發售日期       | 收錄話數       | 規格編號   | 規格編號   |
| 卷數 | 發售日期       | 收錄話數       | BD         | DVD        |
| ---- | -------------- | -------------- | ---------- | ---------- |
| 1    | 2016年6月29日  | 第1話－第2話   | TBR-26111D | TDV-26117D |
| 2    | 2016年7月13日  | 第3話－第4話   | TBR-26112D | TDV-26118D |
| 3    | 2016年8月17日  | 第5話－第6話   | TBR-26113D | TDV-26119D |
| 4    | 2016年9月14日  | 第7話－第8話   | TBR-26114D | TDV-26120D |
| 5    | 2016年10月12日 | 第9話－第10話  | TBR-26115D | TDV-26121D |
| 6    | 2016年11月16日 | 第11話－第12話 | TBR-26116D | TDV-26122D |